# Rip RMX
Rip RMX è un singolo del rapper italiano Side Baby, pubblicato il 21 giugno 2019 come unico estratto dalla riedizione digitale del suo primo album in studio Arturo.

## Descrizione
Si tratta di un remix dell'omonimo brano contenuto nell'edizione standard dell'album. Ha visto la partecipazione vocale del rapper Shiva.

## Tracce
1. Rip RMX (feat. Shiva) – 2:40